# Judith Cummins
Pour les articles homonymes, voir Cummins (homonymie).
Judith Cummins (née le 26 juin 1967) est une femme politique du parti travailliste britannique. Elle est députée pour Bradford South depuis mai 2015.

## Biographie
Elle fait ses études au Ruskin College et à l'Université de Leeds, où elle fréquente le collège en tant qu'étudiante adulte bénéficiant d'une bourse du syndicat.
Elle est élue pour la première fois membre du conseil municipal de la ville de Bradford en 2004, représentant le quartier Royds. Elle ne se représente pas aux élections du conseil de 2007. Son ancien quartier fait maintenant partie de sa circonscription de Bradford South.
Par la suite, Cummins est élue conseiller de la ville de Leeds, représentant le quartier de Temple Newsam pour un mandat de quatre ans de 2012 à 2016.
Avant d'être sélectionnée comme candidate parlementaire du parti travailliste pour Bradford South à l'élection générale de 2015, elle a perdu face à Richard Burgon lors du processus de sélection de Leeds East, bien qu'elle ait été conseillère locale dans la circonscription.